# Justin Sears
Justin Sears (* 3. Januar 1994) ist ein US-amerikanischer Basketballspieler. Nach dem Studium in seinem Heimatland startete Sears 2016 eine professionelle Karriere in Deutschland, wo er zuletzt bei s.Oliver Würzburg unter Vertrag stand.  

## Karriere
Sears wuchs in Plainfield (New Jersey) heran, wobei er seinen Schulabschluss an der Academy for Information Technology in Scotch Plains machte. Da diese Schule aber keine Sportmannschaften hatte, blieb er weiter für die Basketballmannschaft der Plainfield High School aktiv, für die er als zweiter Spieler in deren Geschichte sowohl mehr als 1000 Punkte wie auch mehr als 1000 Rebounds erzielte. Schließlich ging er zum Studium an die renommierte Yale University in New Haven (Connecticut), für die er in deren Sportmannschaft Bulldogs in der Ivy League der NCAA aktiv wurde. 
Obwohl Sportler der Ivy League-Mannschaften oftmals keine professionelle Karriere als Leistungssportler anstreben, gehörte Sears nicht nur zu den besten Basketballspielern dieser Conference, sondern erzielte auch Anerkennung als Honorable Mention bei der Auszeichnung der landesweiten All-American. Diese Ehre wurde vor Sears zuletzt 1984 einem Basketballspieler der Yale University zuteil, zudem wurde Sears als erster Yale-Student zweimal als „Player of the Year“ (deutsch Spieler des Jahres) der Ivy League ausgezeichnet und dabei unter anderem auch dem deutschen Nationalspieler Maodo Lô vorgezogen. Sears profitierte dabei auch, dass sich die Yale Bulldogs mit Sears und dem weiteren deutschen Nationalspieler Makai Mason bei seiner Auszeichnung 2015 und 2016 innerhalb der Ivy League gegenüber Lôs Columbia Lions durchsetzen konnten und nach 14 Jahren Abstinenz sich 2016 für die landesweite NCAA-Endrunde qualifizierten. 
2014 hatten die Yale Bulldogs im CollegeInsider.com Postseason Tournament nach Siegen unter anderem über die Columbia Lions, die zwei Jahre später mit Lô dieses Turnier gewannen, das Finale erreicht, in dem „All-Tournament Selection“ Sears nach einer Verletzung im Halbfinale tatenlos der Niederlage gegen die Murray State Racers zuschauen musste. Ein Jahr später musste 2015 in der Ivy League ein Ausscheidungsspiel zwischen den Yale Bulldogs und den sieggleichen Harvard Crimson über die Teilnahme an der NCAA-Endrunde entscheiden, da die Ivy League damals noch kein Postseason Tournament kannte. Nachdem die Crimson dieses Spiel mit 53:51 gewannen, konnten sich die Bulldogs erst in Sears’ Abschlussjahr 2016 als unangefochten beste Mannschaft der Ivy League erstmals nach 54 Jahren für die NCAA-Endrunde qualifizieren. Bei ihrer erst vierten Teilnahme an diesem Turnier überhaupt gelang ihnen dabei im Auftaktspiel ein „Upset“ als schwächer eingestufte Mannschaft über die Baylor Bears und der erste Sieg in der Geschichte der Yale Bulldogs in diesem prestigeträchtigen Wettbewerb. Mit der Niederlage im folgenden Spiel endete Sears’ Karriere als Basketballspieler in der NCAA gegen die hoch favorisierten Duke Blue Devils, die in der folgenden Runde im Sweet Sixteen an den Oregon Ducks um Sears späteren Ludwigsburger Mannschaftskameraden Elgin Cook scheiterten.
Bereits Anfang Juni 2016 unterschrieb Sears seinen ersten professionellen Vertrag beim deutschen Altmeister 46ers aus Gießen, der in der Basketball-Bundesliga 2016/17 auf dem neunten Platz seine Vorjahresplatzierung bestätigen konnte und erneut nur knapp den Einzug in die Play-offs um die deutsche Meisterschaft verpasste. Einen Platz vor den Gießenern rangierten die MHP Riesen aus Ludwigsburg, die neben Sears auch dessen Gießener Mannschaftskameraden Dwayne Evans für die folgende BBL-Saison 2017/18 verpflichteten. Mit den MHP Riesen nahm Sears erstmals auch an internationalen Vereinswettbewerben teil und zog über Qualifikationsrunden in das Hauptfeld der Champions League 2017/18 ein. Nachdem die MHP Riesen im Vorjahr bei der Premiere dieses Wettbewerbs noch knapp im Viertelfinale gescheitert waren, gelang ihnen diesmal mit Sears nach Siegen in den K.-o.-Runden über die deutschen Konkurrenten EWE Baskets Oldenburg und medi Bayreuth der Einzug in das Final-Four-Turnier.
2018 erlitt Sears einen Kreuzbandriss im rechten Knie. Während seiner Verpflichtung bei den EWE Baskets Oldenburg zog er sich einen Anriss der Achillessehne zu, weshalb er dort mehrere Monate nicht zum Einsatz kam. Anfang 2021 – Sears war inzwischen zu s.Oliver Würzburg gewechselt – verletzte er sich am linken Knie; damit war die Saison für ihn vorzeitig beendet.